# 1878 in Zwitserland
Dit artikel beschrijft het verloop van 1878 in Zwitserland.

## Ambtsbekleders
De Bondsraad was in 1878 samengesteld als volgt:
| Naam | Naam                 | Partij    | Kanton    | Functie                                                                       |
| ---- | -------------------- | --------- | --------- | ----------------------------------------------------------------------------- |
|      | Karl Schenk          | radicalen | Bern      | Bondspresident in 1878; hoofd van het Departement van Politieke Zaken         |
|      | Bernhard Hammer      | radicalen | Solothurn | Vicebondspresident in 1878; hoofd van het Departement van Financiën en Douane |
|      | Fridolin Anderwert   | radicalen | Thurgau   | Hoofd van het Departement van Justitie en Politie                             |
|      | Numa Droz            | radicalen | Neuchâtel | Hoofd van het Departement van Binnenlandse Zaken                              |
|      | Joachim Heer         | radicalen | Glarus    | Hoofd van het Departement van Spoorwegen en Handel                            |
|      | Johann Jakob Scherer | radicalen | Zürich    | Hoofd van het Departement van Militaire Zaken (tot 23 december 1878)          |
|      | Emil Welti           | radicalen | Aargau    | Hoofd van Departement van Posterijen en Telegrafie                            |

De Bondsvergadering werd voorgezeten door:
| Naam | Naam            | Partij              | Kanton       | Functie                                                           |
| ---- | --------------- | ------------------- | ------------ | ----------------------------------------------------------------- |
|      | Eduard Marti    | radicalen           | Bern         | Voorzitter van de Nationale Raad (tot 22 februari 1878)           |
|      | Jules Philippin | radicalen           | Neuchâtel    | Voorzitter van de Nationale Raad (van 3 juli tot 1 december 1878) |
|      | Melchior Römer  | gematigde liberalen | Zürich       | Voorzitter van de Nationale Raad (vanaf 3 december 1878)          |
|      | Karl Hoffmann   | radicalen           | Sankt Gallen | Voorzitter van de Kantonsraad (tot 3 juni 1878)                   |
|      | Antoine Vessaz  | radicalen           | Vaud         | Voorzitter van de Kantonsraad (van 3 juni tot 1 december 1878)    |
|      | Florian Gengel  | radicalen           | Graubünden   | Voorzitter van de Kantonsraad (vanaf 2 december 1878)             |

## Gebeurtenissen

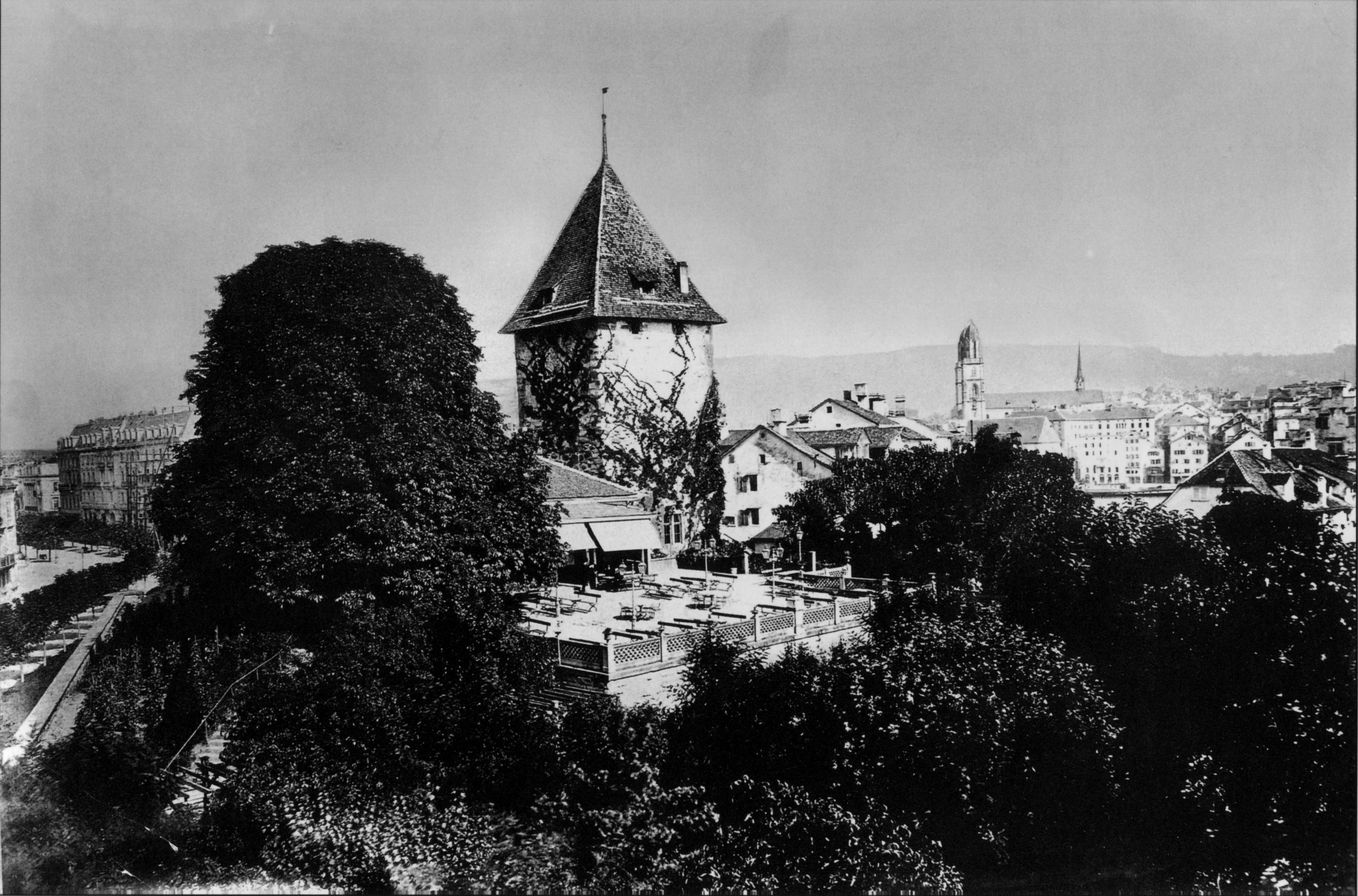
De Kratzturm in Zürich (kanton Zürich) in 1878.

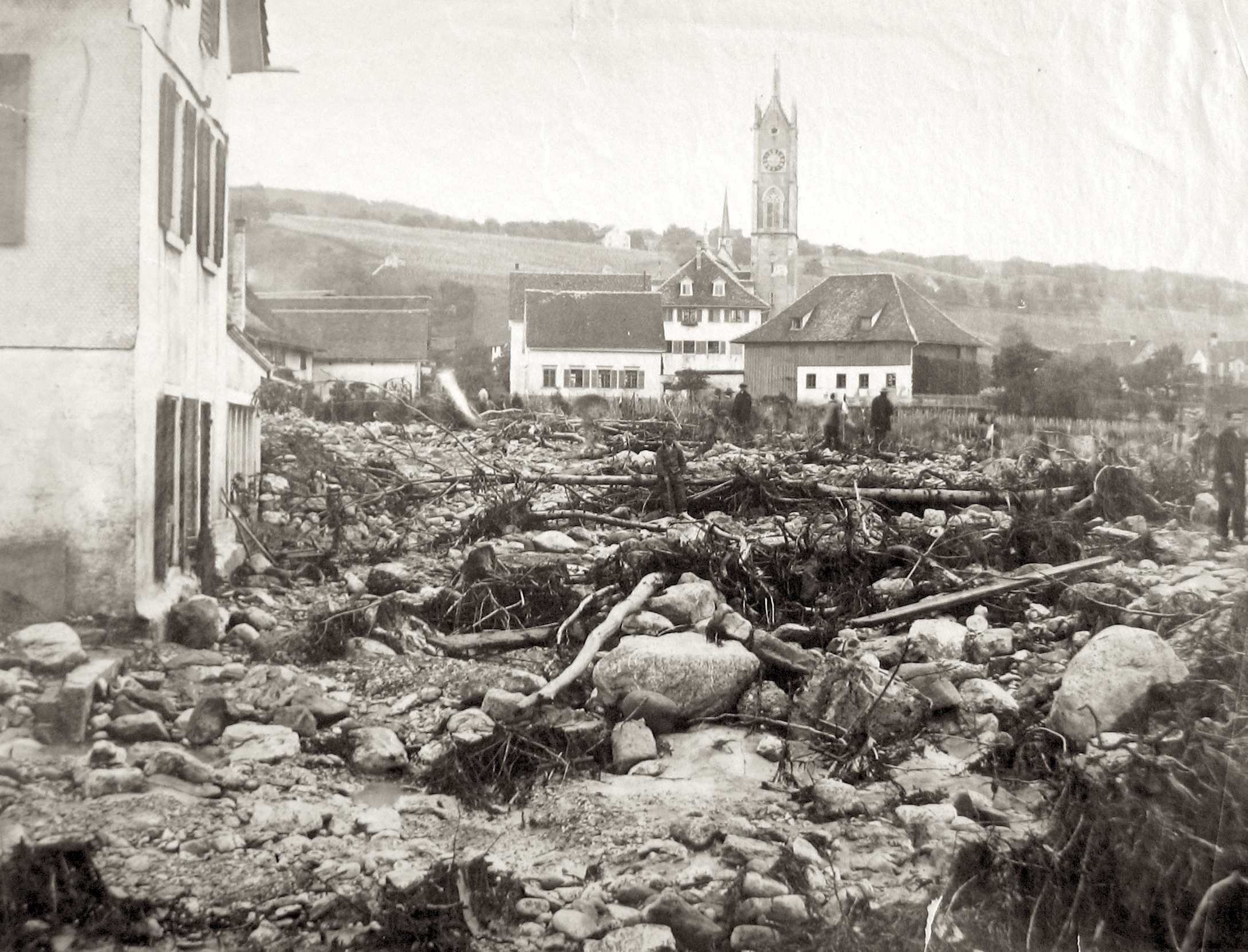
De ravage na de overstromingen in Küsnacht (kanton Zürich) in juni 1878.

### Januari
- 1 januari: De kantonnale autoriteiten van Wallis sluiten het casino van Saxon, dat in heel Europa bekend is.

### Februari
- 9 februari: Het kanton Ticino maakt komaf met de rotatie voor de zittingen van het kantonnaal parlement. Voortaan zal het parlement enken nog beraadslagen in Bellinzona, dat aldus de kantonnale hoofdstad wordt.
- 18 februari: De Confederatie besluit om telefonie tot een staatsmonopolie te maken.

### April
- 15 april: Inwerkingtreding van de wet op de uitoefening van de beroepen van arts, apotheker en dierenarts in de Zwitserse Confederatie.

### Mei
- 13 mei: In Bern (kanton Bern) gaat er een internationale conferentie van start voor het opstellen van een internationale conventie inzake spoorvervoer.

### Juni
- 3-4 juni: Er vinden overstromingen plaats in Küsnacht (kanton Zürich).
- 15 juni: Inwerkingtreding van de wet op de spoorwegpolitie.
- 30 juni: In Genève (kanton Genève) gaat de herdenking van start van de 100e verjaardag van het overlijden van Jean-Jacques Rousseau.

### Juli
- 1 juni: Opening van het spoorvak tussen Leuk en Brig (kanton Wallis).

### Augustus
- 3 augustus: In Sankt Gallen (kanton Sankt Gallen) gaan de federale gymnastiekfeesten van start.
- 27 augustus: Opening van de spoorlijn Rapperswil - Pfäffikon langs het Meer van Zürich.

### Oktober
- 15 oktober: Inwerkingtreding van de wet op de belasting op de militaire vrijstelling.
- 27 oktober: Bij de Zwitserse parlementsverkiezingen van 1878 verloren de radicalen andermaal zetels aan de conservatieve katholieken en de liberalen, maar bleven ze de grootste politieke familie in de Nationale Raad.

### December
- 10 december: Simeon Bavier wordt bij de Bondsraadsverkiezingen van 1878 verkozen als opvolger van Joachim Heer, die per 31 december terugtreedt uit de Bondsraad.
- 23 december: In Winterthur (kanton Zürich) overlijdt zittend Bondsraadslid Johann Jakob Scherer, waardoor de Bondsraad tijdelijk uit zes leden bestaat.

## Geboren
- 26 februari: Marie Margaretha Anklin, lerares, violiste en bibliothecaresse (overl. 1916)
- 27 februari: Theodor Fischer, kunsthandelaar (overl. 1957)
- 11 maart: Hedwig Scherrer, kunstschilderes en vluchtelingenhelpster (overl. 1940)
- 21 mei: Helen Dahm, kunstschilderes (overl. 1968)
- 4 augustus: Paul Dinichert, diplomaat en ambtenaar (overl. 1954)
- 8 september: Théodore Aubert, advocaat en fascistisch politicus (overl. 1963)
- 11 september: Roger de Lessert, arachnoloog (overl. 1945)

## Overleden
- 17 februari: Joseph Nicholas Adelrich Benziger, Zwitsers-Amerikaans uitgever en consul voor Zwitserland in Cincinnati (geb. 1837)
- 17 februari: François Guisan, jurist en hoogleraar (geb. 1805)
- 17 april: Sofie Daendliker, diacones (geb. 1809)
- 27 juni: Johannes Hohl, politicus (geb. 1813)
- 20 juli: Louis Gross, dichter (geb. 1834)
- 27 februari: Louis Avril, Frans vluchteling die in Zwitserland verbleef (geb. 1807)
- 1 augustus: Hermann Lebert, Duits-Zwitsers medicus (geb. 1813)
- 10 oktober: Pierre-Frédéric Ingold, horlogemaker (geb. 1787)
- 6 november: James Fazy, politicus (geb. 1794)
- 23 december: Johann Jakob Scherer, politicus en zittend lid van de Bondsraad (geb. 1825)

1848
· 1849
· 1850
· 1851
· 1852
· 1853
· 1854
· 1855
· 1856
· 1857
· 1858
· 1859
· 1860
· 1861
· 1862
· 1863
· 1864
· 1865
· 1866
· 1867
· 1868
· 1869
· 1870
· 1871
· 1872
· 1873
· 1874
· 1875
· 1876
· 1877
· 1878
· 1879
· 1880
· 1881
· 1882
· 1883
· 1884
· 1885
· 1886
· 1887
· 1888
· 1889
· 1890
· 1891
· 1892
· 1893
· 1894
· 1895
· 1896
· 1897
· 1898
· 1899
· 1900
· 1901
· 1902
· 1903
· 1904
· 1905
· 1906
· 1907
· 1908
· 1909
· 1910
· 1911
· 1912
· 1913
· 1914
· 1915
· 1916
· 1917
· 1918
· 1919
· 1920
· 1921
· 1922
· 1923
· 1924
· 1925
· 1926
· 1927
· 1928
· 1929
· 1930
· 1931
· 1932
· 1933
· 1934
· 1935
· 1936
· 1937
· 1938
· 1939
· 1940
· 1941
· 1942
· 1943
· 1944
· 1945
· 1946
· 1947
· 1948
· 1949
· 1950
· 1951
· 1952
· 1953
· 1954
· 1955
· 1956
· 1957
· 1958
· 1959
· 1960
· 1961
· 1962
· 1963
· 1964
· 1965
· 1966
· 1967
· 1968
· 1969
· 1970
· 1971
· 1972
· 1973
· 1974
· 1975
· 1976
· 1977
· 1978
· 1979
· 1980
· 1981
· 1982
· 1983
· 1984
· 1985
· 1986
· 1987
· 1988
· 1989
· 1990
· 1991
· 1992
· 1993
· 1994
· 1995
· 1996
· 1997
· 1998
· 1999
· 2000
· 2001
· 2002
· 2003
· 2004
· 2005
· 2006
· 2007
· 2008
· 2009
· 2010
· 2011
· 2012
· 2013
· 2014
· 2015
· 2016
· 2017
· 2018
· 2019
· 2020
· 2021
· 2022
· 2023